# Albert Durant
Albert Paul Durant (Brussel·les, 1 de juliol de 1892 – ?) va ser un waterpolista belga que va competir durant el primer quart del segle XX i que va guanyar tres medalles olímpiques.
El 1912 va prendre part en els Jocs Olímpics d'Estocolm, on va guanyar la medalla de bronze en la competició de waterpolo. Vuit anys més tard, als Jocs d'Anvers, va guanyar la medalla de plata, medalla que va revalidar als Jocs de París de 1924.